# 하미두 디알로

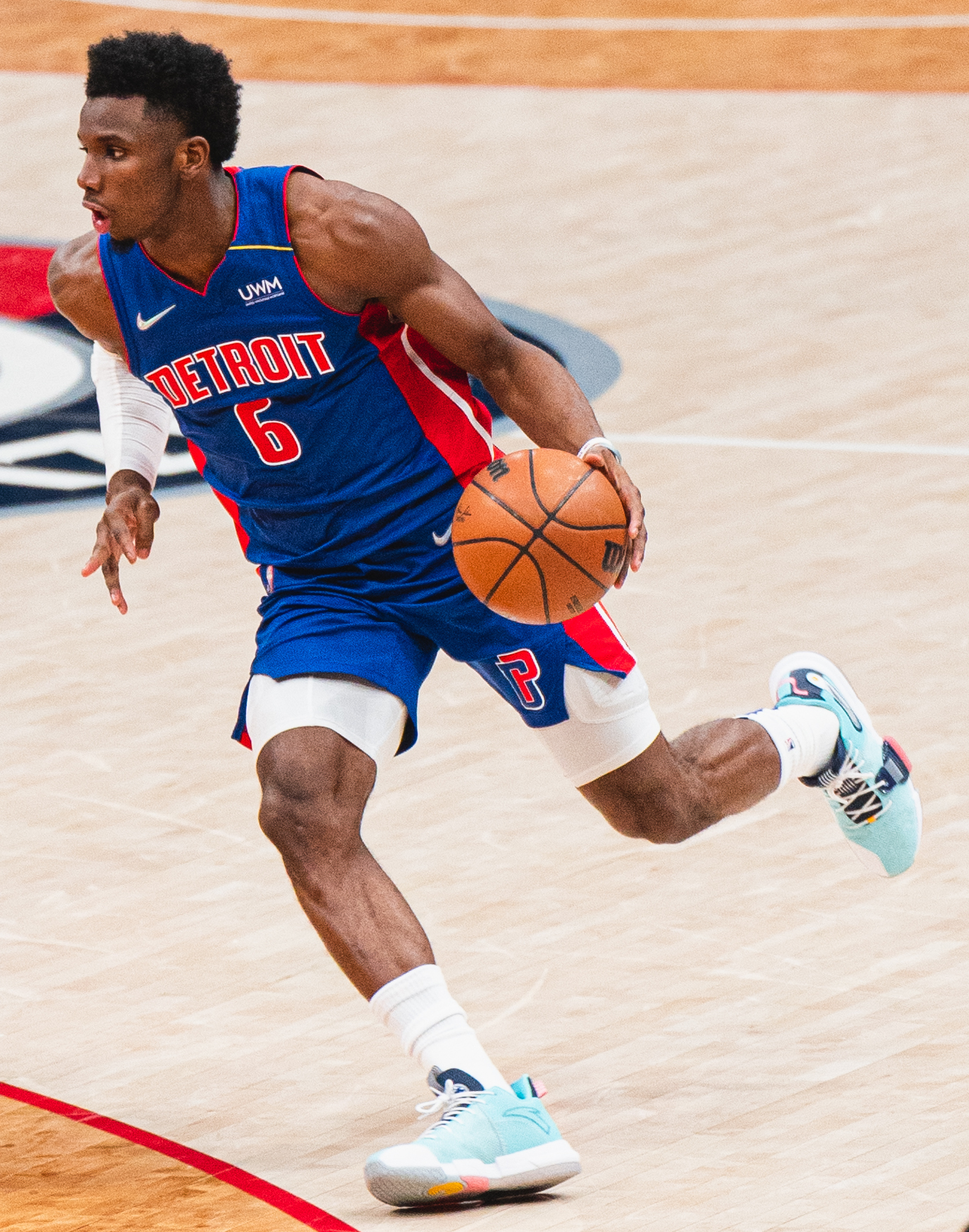

하미두 디알로(Hamidou Diallo, 1998년 7월 31일 ~ )는 NBA G 리그의 캐피털 시티 Go-Go 소속 미국 프로 농구 선수이다. 켄터키 와일드캣츠에서 대학 농구를 했다. 합의된 5성급 유망주였으며 2017년 클래스에서 가장 높은 평가를 받은 농구 선수 중 한 명이었다. 2019년 슬램 덩크 콘테스트에서 우승했다.

## 대학 경력
2017년 1월 7일 디알로는 켄터키 대학교에 입학했다. 한 학기를 일찍 졸업하고 그 달 중반 시즌에 와일드캣츠에 합류했다. 연습에 팀과 함께 참여하기 시작했지만 프로그램에 늦게 참가하여 그해에 단 한 경기도 뛰지 못했다. 디알로는 그 과정에서 단 한 번의 대학 경기도 치르지 않았음에도 불구하고 2017 NBA 드래프트를 위해 선언한 기록적인 182명의 선수 중 한 명이었다.
2017년 5월 24일, 디알로는 드래프트 스카우트들이 그해 드래프트 1라운드에 지명될 수 있었다고 말했음에도 불구하고 켄터키로 돌아가 2017-18 시즌에 뛰겠다고 발표했다.
디알로는 시즌 평균 10.0득점, 경기당 3.6리바운드를 기록했다.